# Erenumab
L'erenumab (nom comercial Aimovig, fabricat per Amgen i Novartis) és un medicament dirigit al receptor del pèptid relacionat amb el gen de la calcitonina (CGRPR) per a la prevenció de la migranya. Va ser el primer grup d'antagonistes de CGRPR a aprovar l'FDA el 2018. És una forma de teràpia d'anticossos monoclonal en la qual s'utilitzen anticossos per bloquejar els receptors de la proteïna CGRP, que es pensa que tenen un paper important en iniciar les migranyes.